# Verquin
Verquin là một xã ở tỉnh Pas-de-Calais, vùng Hauts-de-France của Pháp.

## Địa lý
Là một xã khai thác than đá cũ, Verquin có cự ly khoảng 3 dặm (4,8 km) về phía nam trung tâm Béthune và 24 dặm (38,6 km) về phía tây nam của Lille, tại giao lộ của các tuyến đường D941, D937 và D72.

## Dân số
| 1962                                                         | 1968 | 1975 | 1982 | 1990 | 1999 | 2006 |
| ------------------------------------------------------------ | ---- | ---- | ---- | ---- | ---- | ---- |
| 3090                                                         | 3393 | 3242 | 3385 | 3453 | 3248 | 3239 |
| Số liệu điều tra dân số từ năm 1962: Dân số không tính trùng |      |      |      |      |      |      |

## Địa điểm nổi bật
- Nhà thờ St.Amé, thế kỷ 16.